# Psilocybe moelleri
Psilocybe moelleri är en svampart som beskrevs av Guzmán 1978. Psilocybe moelleri ingår i släktet slätskivlingar och familjen Strophariaceae.  Artens status i Sverige är: Ej påträffad. Inga underarter finns listade i Catalogue of Life.